# Aeropuerto de Thicket Portage
El aeropuerto de Thicket Portage o Thicket Portage Airport (IATA: YTD, OACI: CZLQ), es un aeropuerto localizado a 0,8 millas náuticas (1,5 km) al oesudoeste de Thicket Portage, Manitoba, en Canadá.